# Destilación de recorrido corto

Aparato de destilación al vacío de recorrido corto con condensador vertical (dedo frío), para minimizar el recorrido de destilación; 1: Olla fija con barra agitadora / gránulos anti-golpes 2: Dedo frío: doblado para dirigir el condensado 3: Agua de enfriamiento 4: Agua de enfriamiento en 5: Vacío / entrada de gas 6: Frasco de destilado / destilado.

La destilación de recorrido corto es una técnica de destilación que implica que el destilado se desplace una corta distancia, a menudo solo unos pocos centímetros, y normalmente se realiza a presión reducida.  Un ejemplo clásico sería una destilación que involucre el destilado que viaja de un bulbo de vidrio a otro, sin la necesidad de un condensador que separe las dos cámaras.  Esta técnica se usa a menudo para compuestos que son inestables a altas temperaturas o para purificar pequeñas cantidades de compuesto.  Con la destilación de recorrido corto, se obtiene una disminución de la temperatura de ebullición al reducir la presión de operación.  Es un proceso continuo con un tiempo de residencia muy corto.  La ventaja es que la temperatura de calentamiento puede ser considerablemente más baja (a presión reducida) que el punto de ebullición del líquido a presión estándar, y el destilado solo tiene que viajar una corta distancia antes de condensarse. Un recorrido corto asegura que se pierda poco compuesto en los lados del aparato.  El Kugelrohr es una especie de aparato de destilación de recorrido corto que a menudo contiene múltiples cámaras para recoger las fracciones del destilado. 